# Ramon Nonat Comas i Pitxot
Ramon Nonat Comas i Pitxot (Barcelona, 17 de juny de 1852 – Barcelona, 28 de juliol de 1918), fou un erudit i divulgador d'història i biografies català. Exercí de bibliotecari del Centre Excursionista de Catalunya. Treballà com a escenògraf i, de formació autodidacta, desenvolupà una profusa publicació i divulgació de coneixements relacionats amb monuments i personatges catalans. Publicà articles a Il·lustració Catalana, Revista de Catalunya i La Veu de Catalunya; i entre les seves nombroses obres destaquen Record de l'exposició de documents gràfics de coses desaparegudes de Barcelona al segle XIX (1901), Des del terrat de l'església del Pi (1913) i Datos para la historia del esgrafiado en Barcelona (1913).